# The Medicines Company
Das US-amerikanische Pharma-Unternehmen The Medicines Company wurde 1996 gegründet und wurde an der New Yorker Börse (NASDAQ) unter dem Symbol „MDCO“ gehandelt. Tätig ist The Medicines Company in erster Linie in der Intensivmedizin im Krankenhausmarkt. Der weltweite Umsatz betrug 687,9 Mio. US-Dollar im Jahr 2013. Im November 2019 veröffentlichte das Unternehmen eine Vereinbarung zur Übernahme durch Novartis für 9,7 Milliarden Dollar. Die Übernahme wurde im Januar 2020 abgeschlossen und der Handel mit den Aktien von The Medicines Company an der NASDAQ eingestellt.

## Therapie- / Forschungsgebiete
The Medicines Company arbeitet und forscht in den Therapiebereichen der Intensivmedizin (Antikoagulantien und Antibiotika).
- Bivalirudin (Handelsname in den USA Angiomax®, in der EU Angiox®) ist ein direkter Thrombin-Inhibitor, der eingesetzt wird, um Blutgerinnsel bei Erwachsenen zu verhindern, die sich einer perkutanen Koronarintervention (PCI) unterziehen. Das Medikament ist sowohl in den USA als auch in der EU zugelassen.[6] Es ist das wichtigste Produkt des Unternehmens.[3]
- Clevidipin (Handelsname Cleviprex®) ist ein Calciumantagonist zur raschen Reduktion des Blutdrucks in perioperativen Situationen. Die Substanz wurde in den USA im Jahr 2008[7] und in der Schweiz 2010[8] zugelassen. In der EU steht die Zulassung noch aus.
- Argatroban (Handelsname Argatra®) ist ein Arzneistoff zur Hemmung der Blutgerinnung. Der synthetische direkte Inhibitor des Thrombins ist in Deutschland und Österreich seit 2005 unter dem Namen Argatra® zur Antikoagulation bei Erwachsenen mit einer heparininduzierten Thrombozytopenie vom Typ II (HIT II) zugelassen, wenn diese einer parenteralen antithrombotischen Therapie bedürfen.[9] In Deutschland wird Argatroban von der Mitsubishi Pharma Deutschland GmbH vertrieben.[10]

## Pipeline
Cangrelor ist ein intravenöser direkter P2Y12-Rezeptor-Antagonist und ein experimenteller Arzneistoff zur Hemmung der Blutgerinnung. Cangrelor befindet sich noch im Zulassungsverfahren.

## International / Deutschland
The Medicines Company operiert in den USA, Europa, dem Mittleren Osten und der Asien-Pazifik-Region. Globale Headquarters sind in Parsippany, New Jersey, USA und in Zürich, Schweiz. Die deutsche Niederlassung ist in München angesiedelt.